# エールステ・ディヴィジ
エールステ・ディヴィジ（オランダ語: Eerste Divisie、オランダ語発音: [ˈeːrstə diˈvizi], 英語: First Division）は、オランダにおけるプロサッカーの2部リーグである。
リーグの名称は、スポンサーであるオランダの台所製造企業のブランド名を冠して「ケウケン・カンピウーン・ディヴィジ」と呼称される。以前はベルギーのビール醸造会社がスポンサーで「ジュピラーリーグ」と、職業別電話帳の会社がスポンサーで「ハウデン・ヒッズ・ディヴィジ」 と称していた。なお、ベルギーのサッカーリーグは現在もジュピラーがスポンサーであり、こちらの呼び名はジュピラー・プロ・リーグである。

## 概要
エールステ・ディヴィジは基本的には20クラブで構成されており、2回総当りのホーム・アンド・アウェー方式で行われる。優勝クラブは自動的に翌シーズンのエールディヴィジに昇格し、代わりにエールディヴィジの18位（最下位）クラブが自動的に降格してくる。その他のエールステ・ディヴィジ8クラブとエールディヴィジ16位・17位のクラブが入れ替え戦に進出し、翌シーズンのエールディヴィジの枠を争う。
エールステ・ディヴィジからの降格・下部リーグであるフーフトクラッセからの昇格は、原則として認められていなかった。これはエールディヴィジとエールステ・ディヴィジのみがプロリーグであり、これより下のリーグはアマチュアリーグだったためである。しかし、2010-11シーズンからアマチュアクラブにもプロリーグ挑戦の門戸を開放することを目指し、トップクラッセを設立。初回のシーズンはエールステの最下位（19位）・FCオスがトップクラッセに降格した。
2012-13シーズンの2クラブの財政破綻を受け、KNVBは2013年夏にリーグ改革に着手。トップクラッセからアヒレス'29、エールディヴィジのリザーブからヨング・アヤックス、ヨング・PSV、ヨング・トゥエンテを加えた20チームでのリーグ戦に変更。2015-16シーズンはヨング・トゥエンテが財政難からエールステ・ディヴィジを撤退したため、一時的に19クラブでのリーグ戦となった。
王立オランダサッカー協会 (KNVB) は2014年12月2日、国内リーグでの競争を促すべく2016-17シーズンからエールステ・ディヴィジの下に新たにプロリーグとしてトゥヴェーデ・ディヴィジ（3部リーグ）を創設し、エールステ・ディヴィジとトゥヴェーデ・ディヴィジの間で昇降格を導入することを発表した。これに伴って以前のトップクラッセはデルデ・ディヴィジ（4部リーグ）に改称し、さらにその下にフーフトクラッセ（5部リーグ）が位置するリーグ構成となった。
しかし、2019年12月16日に短期的に関係者間で合意に至る目処が付かないことを理由に今後3シーズンにわたってエールステ・ディヴィジとトゥヴェーデ・ディヴィジの間での昇降格を行わないことが決定され、早くも方針転換となった。さらに2022年6月22日のKNVB総会において、エールステ・ディヴィジとトゥヴェーデ・ディヴィジの間での昇降格制度を少なくとも5年から10年の間は導入しないことが決定された。ただし、エールステ・ディヴィジへの昇格を可能にする制度を策定することで合意したとされている。
また、2019-20シーズンについては2020年4月24日にオランダ国内の新型コロナウイルス感染症の流行の影響を理由に、2部史上初のリーグ打ち切りが発表された。これにより、打ち切り時点で自動昇格順位にいた2部首位のSCカンブール・レーワルデンと2位デ・フラーフスハップはエールディヴィジ昇格が消滅し、翌2020-21シーズンもエールステ・ディヴィジで戦う事になった。

## リザーブチームの参戦
2013-14シーズンから試験的に2年間、リザーブリーグからアヤックス、PSV、トゥエンテの各リザーブチーム（ヨング）がエールステ・ディヴィジに参加。2015-16シーズンからはトゥエンテが撤退し、アヤックスとPSVの両ヨングチームが参加している。リザーブチームはあくまで経験を積む場としての参加であり、昇格は争わないためプレーオフ参加資格もない。
現在の規定ではこれまでのリザーブチームのルールとは違い、同じ週にエールディヴィジとエールステ・ディヴィジの両方でプレーできる選手の数は、禁止規定が2015年夏に緩和されて2人まで。23歳以上でトップチームで10回以上スタメンまたは10回以上45分間以上プレーした選手は、それ以降エールステ・ディヴィジでの出場資格を失う。また、リザーブチームはこれまで同様にKNVBカップの出場資格は持たない。

## 大会形式
20クラブによる2回総当りで38試合を行う。基本的に8月に開幕して翌年5月に閉幕する。

### エールディヴィジとの昇降格
エールディヴィジ（1部）との入れ替えは3クラブとなる。2020-21シーズン以降の規定ではレギュラーシーズン上位2クラブがに自動的に昇格し、エールディヴィジの下位2クラブが降格する。
昇降格プレーオフについてはエールディヴィジ16位のクラブとエールステ・ディヴィジの6クラブによって争われて、プレーオフ王者が翌シーズンにエールディヴィジに参加する。トーナメント方式で3回戦まで行い、全てホーム・アンド・アウェー形式となる。
エールステ・ディヴィジ側の6クラブは以下のように独特の方式で決定される：
- シーズン38試合を4期間（1〜9節、11〜19節、20〜29節、30〜38節）に区切り、期間における首位のクラブにプレーオフ出場権を与える。期間王者が前の期間でも首位で出場権を獲得済みの場合には期間2位のクラブが繰り上げで王者となり出場権を得る。2位のクラブも出場権を獲得済みの場合には期間王者なしとなる。期間王者は最大で4クラブとなるが、複数期間で王者になったり、既に自動昇格を決めている場合にはその数が減少することがある。
- 残りの参加クラブはレギュラーシーズンの順位によって決定する。

プレーオフ参加クラブはエールディヴィジ16位のクラブがシード1、エールステ・ディヴィジの6クラブがレギュラーシーズンの順位に従ってシード2〜シード7とする。
- 1回戦
  - A - シード2 vs シード7
  - B - シード3 vs シード6
  - C - シード4 vs シード5

- 準決勝
  - D - Aの勝者 vs Bの勝者
  - E - Cの勝者 vs シード1

- 決勝
  - F - Dの勝者 vs Eの勝者

なお、リザーブチームについてはレギュラーシーズンで2位以内に入っても自動昇格の対象外となり、プレーオフ出場権も得られない。

### トゥヴェーデ・ディヴィジとの昇降格
オランダではプロとアマの棲み分けが完全になされた伝統から、2009-10シーズンまではエールステ・ディヴィジとアマチュア1部（実質3部）のフーフトクラッセとの入れ替えは認められていなかったが、アマチュアクラブにも将来的なプロリーグ参入を目指せる環境づくりを提供することを念頭に、トップクラッセという新ディビジョンを発足。2009-10シーズンはエールステ・ディヴィジ最下位（19位）のFCオスが降格したのみだったが、2010-11シーズンからはエールステ・ディヴィジの最下位チームとトップクラッセの総合優勝チームとが自動的に入れ替わる。ただしトップクラッセの優勝チームには昇格の拒否権があり、その場合はプレーオフで敗退したクラブが昇格する。そのクラブも拒否した場合、入れ替えは行われない。
2016‐17シーズンからは3部リーグの「トゥヴェーデ・ディヴィジ」が発足したのに伴い、エールステ・ディヴィジの下位数クラブと、トゥヴェーデ・ディヴィジの上位数クラブが自動入れ替え、または入れ替え戦を行う。4部に格下げとなるトップクラッセ改めデルデ・ディヴィジとの入れ替えは、トゥヴェーデ・ディヴィジとの間が対象となる。
エールステ・ディヴィジとトゥヴェーデ・ディヴィジとの間での昇降格は2019-20シーズンから凍結されている。2025年4月にMVVマーストリヒトの共同オーナーとなった出島フットボール代表取締役の利重孝夫はエールステ・ディヴィジのクラブを経営するメリットとして、2部と3部の間で昇降格が事実上存在せず、降格回避のための予定外の出費に迫られる心配がないことを挙げている。

## 所属クラブ
2022-23シーズン
| クラブ名             | ホームタウン       | ホームスタジアム                         | 収容人数 | 前年度順位           |
| -------------------- | ------------------ | ---------------------------------------- | -------- | -------------------- |
| FCエメン             | エメン             | デ・アウデ・メールダイク                 | 8,309    | エールディヴィジ16位 |
| SCカンブール         | レーワルデン       | カンブール・スタディオン                 | 10,500   | エールディヴィジ17位 |
| FCフローニンゲン     | フローニンゲン     | エウロボルグ                             | 22,550   | エールディヴィジ18位 |
| ヴィレムII           | ティルブルフ       | コニング・ヴィレムII・スタディオン       | 14,500   | 4位                  |
| MVVマーストリヒト    | マーストリヒト     | デ・ヘウセルト                           | 10,000   | 5位                  |
| NACブレダ            | ブレダ             | ラット・フェルレフ・スタディオン         | 19,000   | 6位                  |
| VVVフェンロー        | フェンロー         | コフェボ＝スタディオン                   | 8,000    | 7位                  |
| アイントホーフェン   | アイントホーフェン | ヤン・ルーヴェルス・スタディオン         | 4,600    | 8位                  |
| テルスター           | フェルセン         | BUKOスタディオン                         | 3,060    | 9位                  |
| デ・フラーフスハップ | ドゥーティンヘム   | デ・ファイフェルベルフ                   | 12,600   | 10位                 |
| ヨングAZ             | アルクマール       | AFASトレーニング・コンプレックス         | 200      | 11位                 |
| ADOデン・ハーグ      | デン・ハーグ       | ビンゴール・スタディオン                 | 15,000   | 12位                 |
| ヨング・アヤックス   | アムステルダム     | スポルトパルク・デ・トゥーコムスト       | 2,050    | 13位                 |
| ヨングPSV            | アイントホーフェン | PSVキャンパス・デ・ヘルトガング          | 2,500    | 14位                 |
| ローダJC             | ケルクラーデ       | パルクスタット・リンブルフ・スタディオン | 19,979   | 15位                 |
| ヘルモント・スポルト | ヘルモント         | GSスタールヴェルケン・スタディオン       | 4,100    | 16位                 |
| TOPオス              | オス               | フランス・ヘーセン・スタディオン         | 4,560    | 17位                 |
| ドルトレヒト         | ドルトレヒト       | スタディオン・クロメダイク               | 4,235    | 18位                 |
| デン・ボス           | スヘルトーヘンボス | デ・フリールト                           | 8,713    | 19位                 |
| ヨング・ユトレヒト   | ユトレヒト         | スポルトコンプレックス・ズーデンバルヒ   | 550      | 20位                 |

## 歴代優勝クラブ
| シーズン | 優勝                                        | 準優勝                               |
| -------- | ------------------------------------------- | ------------------------------------ |
| 1956-57  | ADO ブラウ・ウィット                        | アルクマール'54 ストルムフォーヘルス |
| 1957-58  | ヴィレムII SHS                              | DFC ストルムフォーヘルス             |
| 1958-59  | FCフォレンダム シッターディア               | レーワルデン ストルムフォーヘルス    |
| 1959-60  | GVAV アルクマール'54                        | フィテッセ DFC                       |
| 1960-61  | FCフォレンダム ブラウ・ウィット             | デ・フォレワイカース DHC             |
| 1961-62  | ヘラクレス フォルトゥナ・フラールディンゲン | SBVエクセルシオール DHC              |
| 1962-63  | DWS                                         | ゴー・アヘッド                       |
| 1963-64  | シッターディア                              | テルスター                           |
| 1964-65  | ヴィレムII                                  | USVエリンクワイク                    |
| 1965-66  | シッターディア                              | クセルクセス                         |
| 1966-67  | FCフォレンダム                              | NEC                                  |
| 1967-68  | ホラント・スポルト                          | AZ'67                                |
| 1968-69  | SVV                                         | HFCハールレム                        |
| 1969-70  | FCフォレンダム                              | SBVエクセルシオール                  |
| 1970-71  | FCデン・ボス                                | GVAV                                 |
| 1971-72  | HFCハールレム                               | AZ'67                                |
| 1972-73  | ローダJCケルクラーデ                        | PECズヴォレ                          |
| 1973-74  | SBVエクセルシオール                         | フィテッセ                           |
| 1974-75  | NEC                                         | FCフローニンゲン                     |
| 1975-76  | HFCハールレム                               | FC VVV                               |
| 1976-77  | フィテッセ                                  | PECズヴォレ                          |
| 1977-78  | PECズヴォレ                                 | MVVマーストリヒト                    |
| 1978-79  | SBVエクセルシオール                         | FCフローニンゲン                     |
| 1979-80  | FCフローニンゲン                            | FCフォレンダム                       |
| 1980-81  | HFCハールレム                               | SCヘーレンフェーン                   |
| 1981-82  | ヘルモント・スポルト                        | フォルトゥナ・シッタート             |
| 1982-83  | DS'79                                       | FCフォレンダム                       |
| 1983-84  | MVVマーストリヒト                           | FCトゥウェンテ                       |
| 1984-85  | SCヘラクレス                                | FC VVV                               |
| 1985-86  | FCデン・ハーグ                              | PECズヴォレ                          |
| 1986-87  | FCフォレンダム                              | ヴィレムII                           |
| 1987-88  | RKCヴァールヴァイク                         | BVフェーンダム                       |
| 1988-89  | フィテッセ                                  | FCデン・ハーグ                       |
| 1989-90  | SVV                                         | NACブレダ                            |
| 1990-91  | デ・フラーフスハップ                        | NACブレダ                            |
| 1991-92  | SCカンブール                                | BVVデン・ボス                        |
| 1992-93  | VVVフェンロー                               | SCヘーレンフェーン                   |
| 1993-94  | ドルトレヒト'90                             | NEC                                  |
| 1994-95  | フォルトゥナ・シッタート                    | デ・フラーフスハップ                 |
| 1995-96  | AZ                                          | FCエメン                             |
| 1996-97  | MVVマーストリヒト                           | SCカンブール                         |
| 1997-98  | AZ                                          | SCカンブール                         |
| 1998-99  | FCデン・ボス                                | FCフローニンゲン                     |
| 1999-00  | NACブレダ                                   | FCズヴォレ                           |
| 2000-01  | FCデン・ボス                                | SBVエクセルシオール                  |
| 2001-02  | FCズヴォレ                                  | SBVエクセルシオール                  |
| 2002-03  | ADOデン・ハーグ                             | FCエメン                             |
| 2003-04  | FCデン・ボス                                | SBVエクセルシオール                  |
| 2004-05  | ヘラクレス・アルメロ                        | スパルタ・ロッテルダム               |
| 2005-06  | SBVエクセルシオール                         | VVVフェンロー                        |
| 2006-07  | デ・フラーフスハップ                        | VVVフェンロー                        |
| 2007-08  | FCフォレンダム                              | RKCヴァールヴァイク                  |
| 2008-09  | VVVフェンロー                               | RKCヴァールヴァイク                  |
| 2009-10  | デ・フラーフスハップ                        | SCカンブール                         |
| 2010-11  | RKCヴァールヴァイク                         | FCズヴォレ                           |
| 2011-12  | FCズヴォレ                                  | スパルタ・ロッテルダム               |
| 2012-13  | SCカンブール                                | FCフォレンダム                       |
| 2013-14  | ヴィレムII                                  | FCドルトレヒト                       |
| 2014-15  | NEC                                         | FCアイントホーフェン                 |
| 2015-16  | スパルタ・ロッテルダム                      | VVVフェンロー                        |
| 2016-17  | VVVフェンロー                               | ヨング・アヤックス                   |
| 2017-18  | ヨング・アヤックス                          | フォルトゥナ・シッタート             |
| 2018-19  | トゥウェンテ                                | スパルタ・ロッテルダム               |
| 2019-20  | 新型コロナウイルス感染症で中止              | 新型コロナウイルス感染症で中止       |
| 2020-21  | SCカンブール                                | ゴー・アヘッド・イーグルス           |
| 2021-22  | エメン                                      | フォレンダム                         |
| 2022-23  | ヘラクレス・アルメロ                        | PECズヴォレ                          |